# 一致性质
在数学领域拓扑学中，一致性质或一致不变性是一致空间的在一致同构下不变的性质。
因为出现的一致空间是拓扑空间而一致同构是同胚，所有一致空间的所有拓扑性质都是一致性质。本文关心不是拓扑性质的一致性质。

## 一致性质
- 分离。一致空间X是分离的，如果所有周围的交集等于X×X中的对角。这实际上就是拓扑性质，并等价于底层拓扑空间是豪斯多夫空间（或简单的T0空间的条件，因为所有一致空间都是完全正则空间）。
- 完备。一致空间X是完备的，如果所有X中的柯西网收敛（就是说，有极限点在X中）。
- 完全有界（或预紧致）。一致空间X是完全有界的，如果对于每个周围E ⊂ X×X，有X的有限覆盖{Ui}使得Ui×Ui对于所有的i被包含在E中。等价的说，X是完全有界的，如果对于每个周围E存在X的有限子集{xi}使得X是所有E[xi]的并集。依据一致覆盖，X是完全有界的，如果所有一致覆盖都有有限子覆盖。
- 紧致。一致空间是紧致的，如果它是完备的并且完全有界的。尽管这里给出了定义，紧致性是拓扑性质并有纯粹拓扑描述（所有开覆盖都有有限子覆盖）。
- 一致连通。一致空间X是一致连通的，如果所有从X到离散一致空间的一致连续函数都是常数的。
- 一致不连通。一致空间X是一致不连通的，如果所有从离散一致空间到X的一致连续函数都是常数的。

## 引用
- James, I. M. . Cambridge, UK: Cambridge University Press. 1990. ISBN 0-521-38620-9.
- Willard, Stephen. . Reading, Massachusetts: Addison-Wesley. 1970. ISBN 0-486-43479-6 (Dover edition).